# Еме Кларіон
Еме́ Кларіо́н (фр. Aimé Clariond, повне ім'я — Еме́ Ма́ріус Кларіо́н (фр. Aimé Marius Clariond); 10 травня 1894, Періге, Дордонь, Франція — 1 січня 1960, Нейї-сюр-Сен, Франція) — французький актор театру та кіно.

## Біографія
Еме Кларіон народився в акторській сім'ї. Під час Першої світової війни у 1914—1917 роках був солдатом на фронті. Він брав участь у перших боях біля Марни та закінчив службу в фр. Chemin des Dames, де був двічі поранений. Нагороджений Військом хрестом, був демобілізований у березні 1917 року.
У 1921 році, після трьох невдалих спроб поступити до Консерваторії, Еме Кларіон вступив до Театру Одеон, на сцені якого виступав до 1926-го, граючи класичні ролі. З 1926 року грав у Театрі Антуан, потім входив до трупи Люньє-По в театрі л'Евре. Тоді ж, на початку 1930-х років, Каріон почав кар'єру в кіно, що на той час було винятковим явищем для театрального актора.
У 1936 році Еме Кларіон був прийнятий до театру Комеді Франсез, а вже наступного року він став сосьєтером театру, та залишався там до своєї смерті в 1959 році. Грав ролі в класичному репертуарі: Альцеста в «Мізантропі» Мольєра, головну роль в «Отелло» Шекспіра, Антонія в «Антонії та Клеопатрі», дона Камілле в «Сатинових черевичках» Поля Клоделя та багато ін.
У 1946—1950 роках Кларіон як режисер поставив кільках вистав на сценах театрів у Парижі та Ліоні за творами Мольєра, Меріме, Поля Демазі та ін.
Дебютувавши в кіно у 1931 році роллю Івана Карамазова в «Братах Карамазових» за Ф. М. Достоєвським (реж. Федір Оцеп), знявся за час своєї кінокар'єри у понад 80-ти кінострічках, продовжуючи грати в театрі. Знімався у фільмах Марка Аллегре, Марселя Л'Ерб'є, П'єра Шеналя, Абеля Ґанса, Жана Ренуара, Крістіана-Жака, Макса Офюльса, Саші Гітрі, Моріса Клоша, Жульєна Дювів'є та ін.
Еме Кларіон помер у ніч з 31 грудня 1959 на 1 січня 1960 року. Був похований 4 січня 1960-го у Фукені (Уаза). Той день Комеді Франсез зробив, як виняток, вихідним.

## Особисте життя
У середині 1930-х Еме Карміон познайомився з акторкою Театру Одеон Рене Сімоно, з якою у 1936 році мав дочку. Пара розлучилася незабаром після цього. Рене Сімоно одружилася вдруге в 1940 році з актором Морісом Дорлеаком з яким у неї є три дочки: Катрін Денев, Сільвія та Франсуаза Дорлеак. Саме в цей період, Карміон мав стосунки з колегою по театру Жанною Сюллі, донькою актора-трагіка Жана Мюне-Суллі, з якою нього було двоє дітей: Марі-Тереза, відома як «Кларіон» (нар. 1938) і Франсуа Еме (нар. 1942).
Потім Еме Карміон одружився з громадянкою Росії Іриною Морозовою і всиновив доньку П'єра О'Коннелла. У шлюбі з І. Морозовою Кларіон мав двох дітей: Бернара Кларіона, 1938 року народження, та Франса Кларіона (нар. 1944).
Протягом останніх п'яти років свого життя Коаріон був у відносинах з театральною і кіноакторкою Полетт Сімонін.

## Ролі в театрі (вибірково)
- 1926: Даліла Поля Демазі, Театр Одеон
- 1928: Коло Вільяма Сомерсета Моема, Театр послів
- 1936: Фоше в Мадам Сен-Жан Вікторена Сарду та Еміля Моро, Комеді Франсез
- 1936: Ейлер Левборг у Гедді Габлер Генріка Ібсена, Комеді Франсез
- 1936: Альцест у Мізантропі Мольєра, Комеді Франсез
- 1937: Ормін у Докучливих Мольєра, Комеді Франсез
- 1938: Трубадур у Графині д'Ескарбанья Мольєра, Комеді Франсез
- 1939: Ле Брет у Сірано де Бержераку Едмона Ростана, Комеді Франсез
- 1939: Бельроз у Сірано де Бержераку Едмона Ростана, Комеді Франсез
- 1940: Дон Гормас у Сіді П'єра Корнеля, Комеді Франсез
- 1941: Андреа дель Сарто в Андреа дель Сарто Альфреда де Мюссе, Комеді Франсез
- 1942: Арнольф у Школі дружин Мольєра, Комеді Франсез
- 1943: Дон Саллусте в Рюї Блазі Віктора Гюго, Комеді Франсез
- 1945: Марк Антоній в Антонії та Клеопатрі Шекспіра, Комеді Франсез
- 1950: Отелло в Отелло Шекспіра, Комеді Франсез
- 1956: Фільран у Коханні-цілителі Мольєра, Комеді Франсез
- 1957: Тенардьє у Знедолених Поля Аршана (адаптація Віктора Гюго), Комеді Франсез

## Фільмографія
| Рік  |    | Українська назва                   | Оригінальна назва                                    | Роль                                                |
| ---- | -- | ---------------------------------- | ---------------------------------------------------- | --------------------------------------------------- |
| 1931 | ф  | Брати Карамазови                   | Les frères Karamazoff                                | Іван Карамазов                                      |
| 1931 | ф  | Любовна пригода                    | L'amoureuse aventure                                 |                                                     |
| 1933 | ф  | Голос без обличчя                  | La voix sans visage                                  | метр Клеман                                         |
| 1933 | ф  | Весільне обмеження                 | Mariage à responsabilité limitée                     |                                                     |
| 1934 | ф  | Без сім'ї                          | Sans famille                                         | Джеймс Мілліган                                     |
| 1934 | ф  | Князь Жан                          | Le prince Jean                                       | барон д'Арнгейм                                     |
| 1935 | ф  | Імперська дорога                   | La route impériale                                   | полковник Старк                                     |
| 1935 | ф  | Злочин і кара                      | Crime et châtiment                                   | Лужин                                               |
| 1935 | ф  | Лукреція Борджіа                   | Lucrèce Borgia                                       | Нікколо Мак'явеллі                                  |
| 1937 | ф  | Острів вдів                        | L'île des veuves                                     | Річард Трент                                        |
| 1937 | ф  | Брехня Ніни Петрівни               | Le mensonge de Nina Petrovna                         | барон Унгерн                                        |
| 1937 | ф  | Марсельєза                         | La Marseillaise                                      | мосьє де Сен-Лоран                                  |
| 1938 | ф  | Утікачі з Сент-Ажиля               | Les disparus de St. Agil                             | мосьє Буасс, директор                               |
| 1938 | ф  | Дрібниця                           | Le petit chose                                       | мосьє Ейссетт                                       |
| 1938 | ф  | Катя                               | Katia                                                | грав Шувалов                                        |
| 1938 | ф  | Бунтар                             | Le révolté                                           | командир Дерів                                      |
| 1939 | ф  | За фасадом                         | Derrière la façade                                   | президент Берньє                                    |
| 1939 | ф  | Постріли                           | Coups de feu                                         | капітан Ганс фон Марінгер                           |
| 1939 | ф  | Сердечний союз                     | Entente cordiale                                     | посол Росії                                         |
| 1940 | ф  | Париж-Нью-Йорк                     | Paris New-York                                       | мосьє де Сатунж                                     |
| 1940 | ф  | Від Майєрлінга до Сараєва          | De Mayerling à Sarajevo                              | Князь Монтеньову                                    |
| 1941 | ф  | Мадам Сен-Жен                      | Madame Sans-Gêne                                     | шеф поліції Фош                                     |
| 1942 | ф  | Мадемуазель Бонапарт               | Mam'zelle Bonaparte                                  | герцог Морні                                        |
| 1942 | ф  | Герцогиня Ланже                    | La duchesse de Langeais                              | Ронкероллі                                          |
| 1942 | ф  | Людина, яка грала з вогнем         | L'homme qui joue avec le feu                         | мосьє Десерт                                        |
| 1942 | ф  | Дивовижна доля Дезіре Кларі        | Le destin fabuleux de Désirée Clary                  | Жозеф Бонапарт                                      |
| 1942 | ф  | Влада грошей                       | Les affaires sont les affaires                       | маркіз де Порцейї                                   |
| 1942 | ф  | Мосьє Миша                         | Monsieur La Souris                                   | Симон Негретті                                      |
| 1942 | ф  | Патриція                           | Patricia                                             | Жак Прессак                                         |
| 1942 | ф  | Синя вуаль                         | Le voile bleu                                        | екзаменаційний суддя                                |
| 1943 | ф  | Граф Монте-Крісто: Едмон Дантес    | Le comte de Monte Cristo, 1ère époque: Edmond Dantès | мосьє Вільфор                                       |
| 1943 | ф  | Граф Монте-Крісто: Відплата        | Le comte de Monte Cristo, 2ème époque: Le châtiment  | мосьє Вільфор                                       |
| 1943 | ф  | Пісня вигнанця                     | Le chant de l'exilé                                  | Рідґу                                               |
| 1943 | ф  | Барон-примара                      | Le baron fantôme                                     | єпископ                                             |
| 1943 | ф  | Північне сонце                     | Le soleil de minuit                                  | Грегор                                              |
| 1943 | ф  | Доміно                             | Domino                                               | Еллер                                               |
| 1943 | ф  | Роквілари                          | Les Roquevillard                                     | метр Бастард                                        |
| 1943 | ф  | Ці з узбережжя                     | Ceux du rivage                                       | Рошту                                               |
| 1943 | ф  | Подаруй мені твої очі              | Donne-moi tes yeux                                   | Жан Лоран                                           |
| 1943 | ф  | Полковник Шабер                    | Le colonel Chabert                                   | метр Дервілль                                       |
| 1943 | ф  | Білий вальс                        | La valse blanche                                     | професор д'Естерель                                 |
| 1944 | ф  | Від Жанни д'Арк до Філіппа Петена  | De Jeanne d'Arc à Philippe Pétain                    | озвучування                                         |
| 1944 | ф  | Життя для задоволення              | La vie de plaisir                                    | мосьє Лормель, бідний аристократ, батько Елен       |
| 1944 | ф  | Дитя любові                        | L'enfant de l'amour                                  | Ранц                                                |
| 1945 | ф  | Мадемуазель X                      | Mademoiselle X                                       | Мішель Курбе                                        |
| 1945 | ф  | Велика зграя                       | La grande meute                                      | маркіз дю Бокаж                                     |
| 1945 | ф  | Моє перше кохання                  | J'ai dix-sept ans                                    | Моріс Флервілль                                     |
| 1946 | ф  | Капітан                            | Le capitan                                           | Кончіні                                             |
| 1946 | ф  | Пан Грегуар рятується              | Monsieur Grégoire s'évade                            | мосьє Берні                                         |
| 1946 | ф  | Дивна доля                         | Étrange destin                                       | професор Галлуа                                     |
| 1946 | ф  | Людина в котелку                   | L'homme au chapeau rond                              | Мішель Велчанінов                                   |
| 1946 | ф  | Пригоди Казанови                   | Les aventures de Casanova                            | Дон Луїс                                            |
| 1947 | ф  | Кафе Кадран                        | Le café du cadran                                    | Луджі                                               |
| 1947 | ф  | Мосьє Вінсент                      | Monsieur Vincent                                     | кардинал Рішельє                                    |
| 1948 | ф  | Сьомі двері                        | La septième porte                                    | чиновник                                            |
| 1949 | ф  | Фантомас проти Фантомаса           | Fantômas contre Fantômas                             | Бреваль                                             |
| 1949 | ф  | Танцівниця з Маракеша              | La danseuse de Marrakech                             | Баржак                                              |
| 1949 | ф  | Вулиця Пігаль, 56                  | 56, rue Pigalle                                      | Рікардо де Монтаблан                                |
| 1949 | ф  | Ферма семи гріхів                  | La ferme des sept péchés                             | маркіз Сіблас                                       |
| 1949 | ф  | Крах                               | L'épave                                              | Макркаді                                            |
| 1950 | ф  | Хоровод з годин                    | La ronde des heures                                  | Мері-Міркур                                         |
| 1952 | ф  | Загублене вогнище                  | Foyer perdu                                          | Жорж                                                |
| 1953 | ф  | Якби мені розповіли про Версаль    | Si Versailles m'était conté                          | Рівароль                                            |
| 1955 | ф  | Я — сентиментальний                | Je suis un sentimental                               | мосьє де Вільтер                                    |
| 1955 | ф  | Якби нам розповіли про Париж       | Si Paris nous était conté                            | Бомарше                                             |
| 1955 | ф  | Наполеон                           | Napoleon                                             | Корвізар, особистий лікар Наполеона (нема в титрах) |
| 1956 | ф  | Таємниця черниці Анжели            | Le secret de soeur Angèle                            | головний лікар                                      |
| 1956 | ф  | Час убивць                         | Voici le temps des assassins                         | мосьє Прево                                         |
| 1956 | ф  | Марія-Антуанета — королева Франції | Marie-Antoinette reine de France                     | Людовик XV                                          |
| 1956 | ф  | Вечірнє світло                     | Les lumières du soir                                 | Франц Гасслер                                       |
| 1956 | ф  | Свята Жанна                        | Sainte Jeanne                                        |                                                     |
| 1957 | ф  | Залишилося жити три дні            | Trois jours à vivre                                  | Шарлі Бйонкі                                        |
| 1957 | ф  | Пішки, верхи та на машині          | À pied, à cheval et en voiture                       | мосьє де Гроньє                                     |
| 1957 | ф  | Наталі                             | Nathalie                                             | граф Огюст Клод Суперб де Лансі                     |
| 1958 | тф | Уріель                             | Uriel                                                | Давид                                               |
| 1958 | ф  | Сильні світу цього                 | Les grandes familles                                 | Жерар де Ла Моннері                                 |
| 1959 | ф  | Витік                              | Délit de fuite                                       | Еткен                                               |
| 1960 | ф  | Дівчина на літо                    | Une fille pour l'été                                 | Розенкранц                                          |